# Ameiropsis abbreviata
Ameiropsis abbreviata är en kräftdjursart som beskrevs av Georg Ossian Sars 1911. Ameiropsis abbreviata ingår i släktet Ameiropsis och familjen Ameiridae. Arten är reproducerande i Sverige. Inga underarter finns listade i Catalogue of Life.